# BSA・B25
BSA・B25は、バーミンガム・スモール・アームズが製造した、250 cc (15 cu in)のギアボックス一体型単気筒OHV4ストロークエンジンのオートバイ。BSA・C15をもとに開発さたこのマシンは、1967年から1971年にかけて製造された。B25は、最速のイギリス製量産250だった。

## 技術的詳細
この247ccのエンジンは、既存のC15のものを高性能化すべく開発された。67 x 70 mmのボアｘストロークはそのままだが、角張ったフィンがついた新しいアルミ合金製のシリンダーとシリンダーヘッドが与えられた。プッシュロッドトンネル従来のモデルのシリンダーとは別体のものから、シリンダー内に形成されるたものに変更された。タペット調整には偏心ロッカーシャフトが使用された。
性能を向上させるためにインレットマニホールドが拡大され、より大きなバルブが取り付けられ、あらたにアマル・コンセントリック・キャブレターが導入された。圧縮比は10:1に高められ、スポーツカムシャフトも組み込まれた。最大出力は7250rpmで26 bhp (19 kW)を発揮した（のちのP34型では22.5 bhp (16.8 kW)にデチューンされた）)。レブリミッターは設けられず、8000rpm以上まで回転した。
ビッグエンドにローラーベアリングを使用した後期型のC15とは異なり、B25ではプレーンビッグエンドと組み立て式コンロッドに回帰した。このモデルは、ビッグエンドとコンロッドの故障により信頼性が低いという悪評を得た。BSAはP34型でより大きなショルダーを持つコンロッドを取り付けることでこの問題に対処しようとした。以前の亜鉛合金製ポンプが変形して油圧が低下したことから、オイルポンプは鋳鉄製に変更された。オイルの状態を改善するために、オイルライン中に紙製のオイルフィルターが追加された。
エンジン出力はダブルローラーチェーンを介して湿式多板クラッチに伝達された。ギアボックスは4速で、後輪はチェーン駆動された。
競技用のC15から開発された全溶接のフレームは、エンジンの下でクレードルを形成するために2本に分岐する1本のダウンチューブを有していた。のちのP34では、B50型と共用するトップチューブをオイルタンクとするフレームが使用された。
電装系は12Vに更新された（C15では6Vシステムだった）。オルタネーターからの出力は、フロントフォークの間にマウントされた大型ヒートシンクを備えたツェナーダイオードで定電圧化された。

## B25スターファイア/C25バラクーダ
このシリーズの最初モデルは、1967年にイギリスではC25バラクーダ（C25 Barracuda）、アメリではB25スターファイア（B25 Starfire）として市場導入された（アメリカ向けも、エンジン及びフレームナンバーのプリフィックスはC25だったが）。このモデルはC15のよりスポーティな後継車種であり、イギリスでは初心者ライダーを対象としていた。
441ccのB44ヴィクターロードスターと2米ガロン (7.6 L)のGFRP製や後端が盛り上がったシートなどの多くの車体部品を共有していた。フロントのテレスコピックフォークは圧伸両利きのダンピング機能と、C15の金属製カバーにかえてゴム製のダストカバーを備え、リアのショックアブソーバーのスプリングはむき出しになった。クロームメッキのフェンダーとヘッドライトナセルが与えられた。前後に7インチ (180 mm)のシングルパネルドラムブレーキを装備した。
1968
B25スターファイアの名称が全ての市場で採用された（フレーム番号とエンジン番号のプリフィックスはB25B）。このマシンは7インチのフルハブのフロントブレーキを獲得し、アメリカ向けは2.5米ガロン (9.5 L)、イギリス向けはスチール製の3.4英ガロン (15 L)のより大きなガソリンタンクが装着された。
1969
BSA/トライアンフシリーズの他のマシンと同様に、フロントに新型の7インチツー・リーディングのブレーキが装備された。外観上のマイナーチェンジとしては、燃料タンクにゴム製のニーパッドが装着され、パッセンジャー用グラブレールはクロームメッキに変更された。米国モデルにはハイレベルマフラーが装着され、シリンダーとシリンダーヘッドは黒色に塗装された。エンジンとフレーム番号のプリフィックスはB25Sとされた。

## B25FSフリートスター

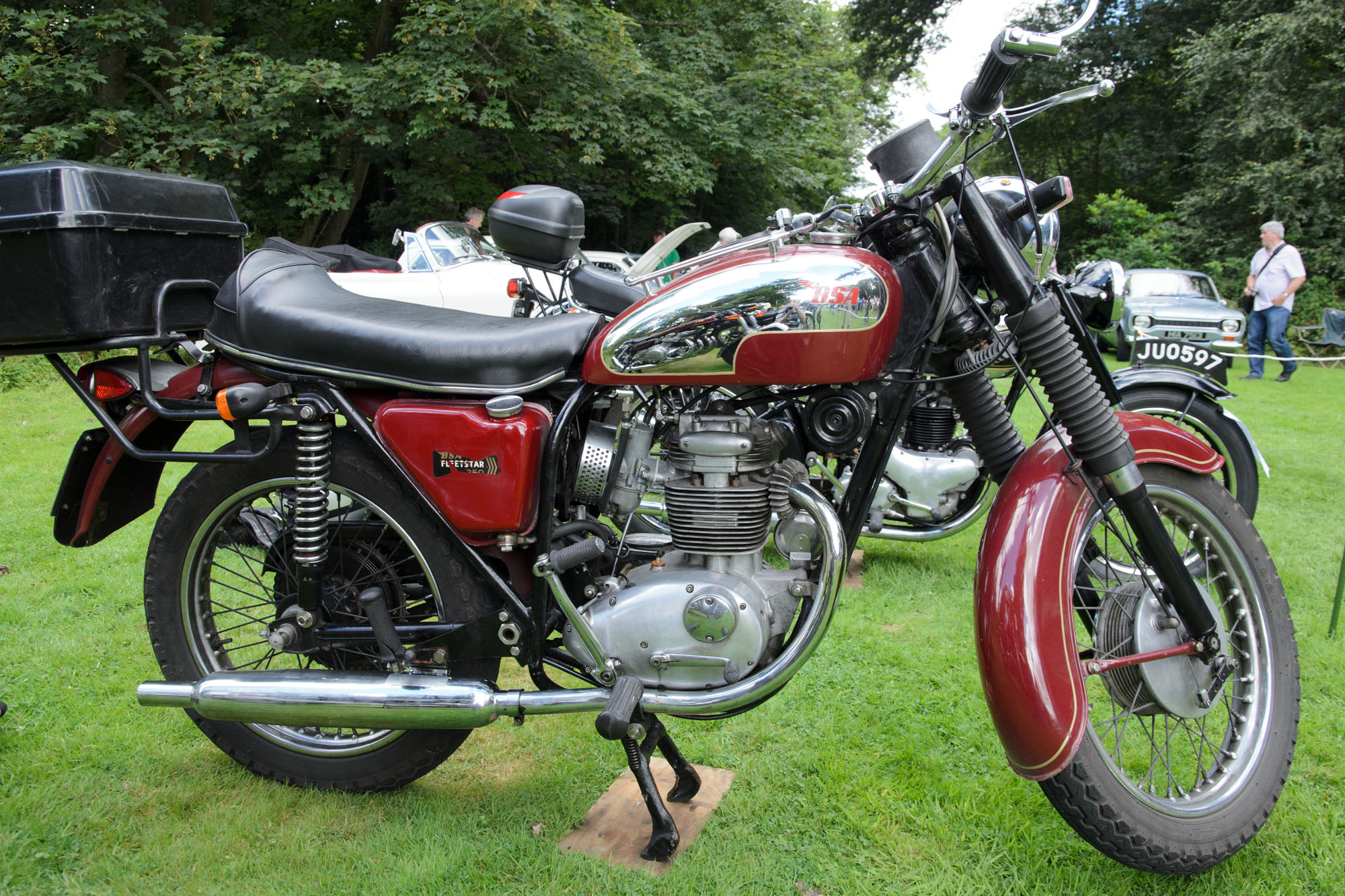
1968年式BSA・フリートスター

スポーティさを抑えたB25FSフリートスター（B25FS Fleetstar）が、警察などの複数台運用する顧客に向けて1969年に市場導入された。圧縮比は8.5:1に下げられ、この結果最大出力も21 bhp (16 kW)に抑えられた。塗装された深いフェンダーと、より一般的なスティールのタンクが与えられた。風防、レッグガード、パニアなどの様々なアクセサリーが顧客の要望に応じて組み合わされた。
このマシンは1971年にオイルタンク内蔵フーレムに更新されたが、B25の他のモデルとは異なりロードスターのデザインのままだった。449台前後のフリートスターが製造され、約250台が警察に売却された。

## B25ウッズマン
アップマフラー付きのB25ウッズマン（B25 Woodsman）は、米国以外の市場向けに標準モデルと並行して生産された（米国向けはアップマフラー付き）。このモデルはすぐに生産中止となり、10台ほどが製造されただけだった。

## P34（オイルタンク内蔵フレーム）モデル
1960年代後半以来、BSAのエンジニアたちは既存シリーズの刷新と新モデルの開発に取り組んでいた。1970年10月、「パワーセット」と総称される新シリーズが発売された。刷新は個々のプロジェクトに分割されていた。250ccのB25と新しい500ccのB50で構成される単気筒プロジェクトは、P34というコードネームが付けられた。
エンジンにはいくつかのアップグレードが施された。コンロッドの故障はショルダー部を大きく再設計して対応された。そのために、太いコンロッドをクリアするための加工をクランクシャフトに施す必要があった。すべり軸受を使用していることから、ビッグエンド部のオイルの流れを良くする必要があった。従来の亜鉛合金製のオイルポンプが変形しやすく油圧低下を招いていたことから、新しい鋳鉄ボディのオイルポンプが取り付けられた。また、オイルライン中に紙製のオイルフィルターも追加された。これらの変更はビッグエンドの故障を低減することを目的としていた。一方、出力は22.5 bhp (16.8 kW)に低下した。
シリンダーとシリンダーヘッドの合わせ面が広げられ、新しいヘッドガスケットが設計された。ロッカーボックス取り付け用のスタッドボルトもサイズアップされた。摩耗の問題を軽減するために、スラストワッシャーがクラッチチェーンホイールと取付部の間に配置された。クラッチプレートの枚数を増やすためにクラッチハブが再設計された。エンジン後部のマウントラグは、500ccエンジンとの整合性を図るために75mmに拡大された。
刷新された車体部品がB50と共用となり、部品の多くはBSA/トライアンフ製品のシリーズ全体で共通となった。トップチューブがオイルタンクを兼ねるフレームは、競技用車両をもとに開発された。将来の騒音規制の強化に備えて、新しいハイレベルの菱形ボックスサイレンサーが装備された。他のBSA/トライアンフのモデルと共通するのは、チェリアーニタイプのフロントフォークと円錐形のホイールハブだった。ハブ径はリアが7インチで、フロントはリーディング・トレーリング・ブレーキ車が6インチ、ツー・リーディング・ブレーキ車は8インチだった。
BSAグループの財政状況のために、1972年にはモデルバリエーションが大幅に縮小されて250は生産中止となったため、これらのモデルは1年間製造されただけだった。

### B25SSゴールドスター250
B25SSゴールドスター250（B25SS Gold Star 250）は、デュアルパーパスモデル市場をターゲットとしていた。英国モデルは、8インチのツー・リーディングのフロントブレーキと、当時イギリスで義務付けられていたフロントナンバープレートを装着できる用に眺めのフロントフェンダーを装備していた。米国モデルは、6インチのリーディング・トレーリングのフロントブレーキと、6インチ短いフロントフェンダーを装備していた。どちらのモデルもねじ込み式フィラーキャップ付きのスチール製2英ガロン (9.1 L)ガソリン宅を備えていた。このモデルには18インチのホイールが装着されていた。

### B25Tヴィクタートレイル250
オフロードマシン市場をターゲットとしたB25Tヴィクタートレイル250（B25T Victor Trail 250）は、ほとんどの部品をゴールドスター250から流用していた。もっとも顕著な違いは、アルミタンクとフロントボトムヨークに取り付けられたフェンダー、20インチのフロントホイールと、フロントより太いリアでは400ブロックに別れたオフロード用のタイヤだった。6インチのリーディング・トレーリングのフロントブレーキが英国向けと米国向けの両方で使用された。

## トライアンフのモデル

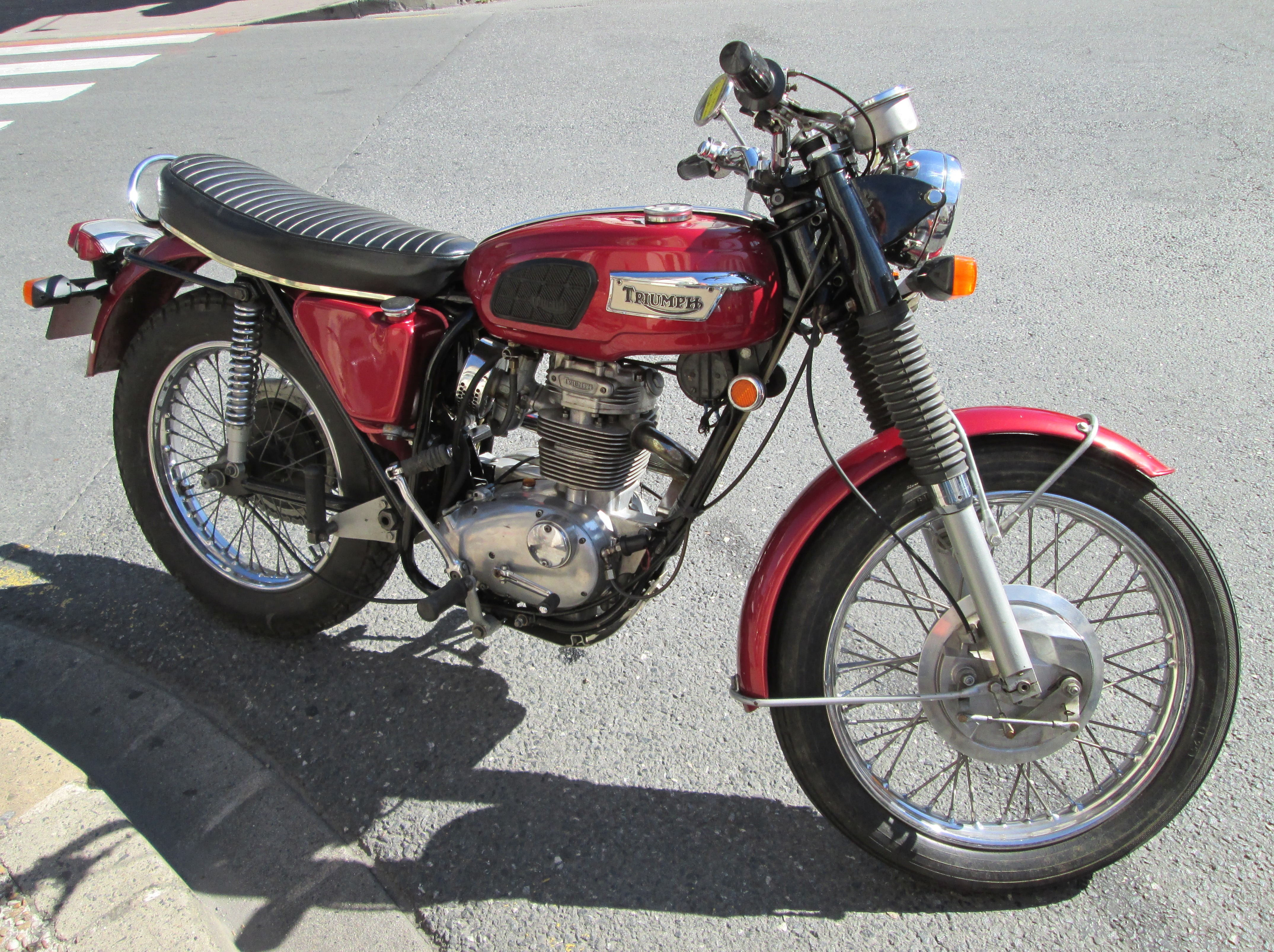
1970年式トライアンフ・TR25Wトロフィー

### TR25Wトロフィー
トライアンフ・エンジニアリングは1951年にBSAに買収されたが、独自ブランドと異なるモデルバリエーションを保っていた。旧式化していたトライアンフ・タイガーカブにかえて、1968年にTR25Wトロフィー（TR25W Trophy）が市場導入された（「W」は"woodsman"から）。このマシンはスターファイアのシャシーを流用していたが、前後に19インチホイールを装着し、スチール製のトライアンフ専用タンク、サイドカバー、アップハンドルと、車体右側に出されたアップマフラーを装備していた。TR25WはBSAのスモールヒース工場で組み立てられた。
1969年モデルと全年を通してスチール製燃料タンクが採用され、7インチのツー・リーディング・ブレーキも装備された。1970年にはマフラーが車体左側に移された。

### T25Tトレイルブレイザー
T25Tトレイルブレイザー（T25T Trail Blazer）は、塗装仕上げとバッジを除けば、実質的にBSA・ヴィクタートレイル250と同一だった。

### T25SSトレイルブレイザーSS
T25SSトレイルブレイザーSS（T25SS Trail Blazer SS）は、ブレイザーSS（Blazer SS）としても知られている。BSA・ゴールドスター250とはタンク形状が少し異なり、塗装とバッジが違う以外は同一だった。3英ガロン (14 L)のタンクが用意されていたが、前後長が長かったので短いシートを付ける必要があった。

### 書誌
- Brooke, Lindsay; Gaylin, David (2017) (英語). Triumph Motorcycles in America. Motorbooks. ISBN 9780760359587
- Henshaw, Peter (2015) (英語). BSA 350, 441 & 500 Singles: Unit Construction Singles C15, B25, C25, B40, B44 & B50 1958-1973. Veloce Publishing Ltd. ISBN 9781845847562
- Jones, Brad (2014) (英語). BSA Motorcycles: - the final evolution. Veloce Publishing Ltd. ISBN 9781845846473
- Reynolds, Jim (1990) (英語). Best of British bikes. Patrick Stephens. ISBN 9781852600334
- Ratio, Rupert (2014) (英語). Rupert Ratio Unit Single Manual: Volume 3: Lesser known Models. Panther Publishing Limited. ISBN 9781909213173
- Richmond, Doug (December 1967). “PM Tests: BSA's 250-cc Starfire” (英語). Popular Mechanics. Hearst Magazines
- Savadori, Clement (October 2007). “Retrospective: BSA B25 Starfire 250: 1968-1970”. Rider.
- Turner, Phil (February 2017). “Reputation Ill-Deserved”. The Classic Motorcycle.
- Wright, Owen (1992) (英語). BSA: The Complete Story. Crowood Press. ISBN 9781852237028